# Glungezer
Le mont Glungezer est une montagne des Alpes autrichiennes qui s'élève à 2 677 m d'altitude et domine la vallée de l'Inn. Il fait partie du massif des Alpes de Tux.
En 1964, un crash aérien a eu lieu sur cette montagne, le vol British Eagle International Airlines 802.